# Comté de Marion (Kentucky)
Pour les articles homonymes, voir Comté de Marion.
Le comté de Marion est un comté situé dans l'État du Kentucky aux États-Unis. Son siège est Lebanon. Lors du recensement de 2010, sa population était de 19 820 habitants.
Le comté a été nommé d'après Francis Marion.